# 베이터우 온천

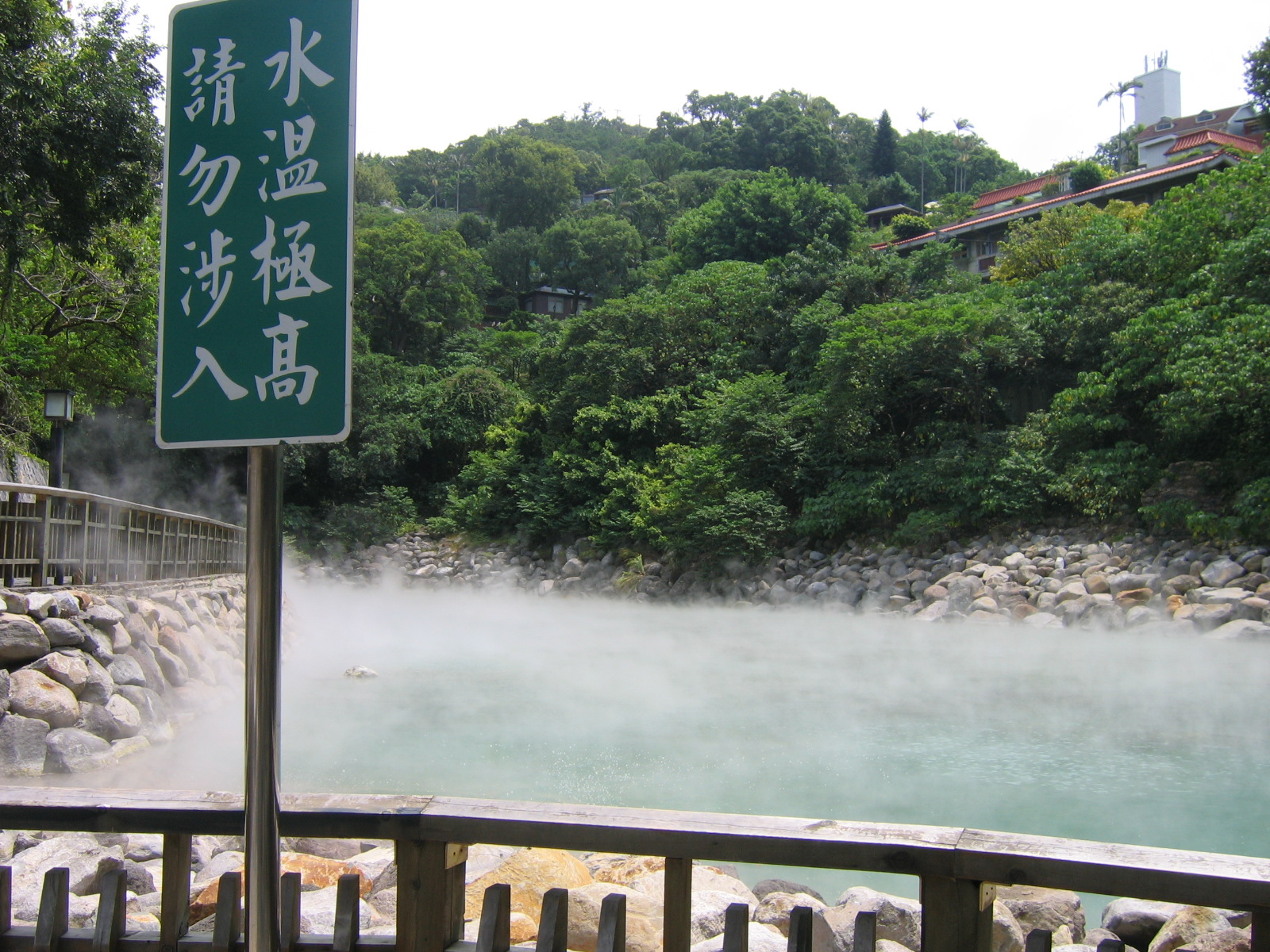
베이터우 온천의 자연탕

베이터우 온천(중국어: 北投溫泉)은 중화민국 타이베이시의 베이터우 구에 위치하는 지열 온천이다. 이곳은 타이완에서 가장 유명한 노천온천 중 하나로, 도심의 숲 속에 위치하고 있어 꽤 아담한 온천이다. 이곳은 사람들이 온천욕을 즐길 수 있는 노천탕과 물이 아주 뜨겁고 옥색을 띄는 화산온천으로 구성되어 있다. 그리고 베이터우 온천 박물관이 위치하고 있어 더욱 자세한 정보를 얻을 수 있다.
타이베이 첩운을 통해 접근할 수 있다.